# Daisy Ehanire Danjuma
Daisy Ehanire Danjuma (née le 6 août 1952) est une femme politique et femme d'affaires nigériane. Elle est sénatrice de 2003 à 2007, représentant le district sénatorial sud de l'État d'Edo au Sénat nigérian.

## Biographie
Daisy Ehanire Danjuma est née le 6 août 1952 à Benin City, dans l'État d'Edo, au Nigeria. Elle fréquente l'école secondaire publique de Benin City, dans l'État d'Edo, avant d'étudier à l'université Ahmadu-Bello de Zaria, où elle obtient une licence de droit en 1976. En 1977, elle est admise au barreau nigérian en tant qu'avocate en exercice. Elle effectue son service national dans le cadre du NYSC, en tant que conseillère d'État auprès du ministère de la Justice de l'État de Lagos, et est conseillère juridique auprès du Legal Aid Council of Nigeria. Elle travaille comme assistante de direction chez Nigerian Acceptances Limited (NAL), une banque d'affaires, de 1977 à 1978. Elle est secrétaire générale et conseillère juridique de la Nigerian Television Authority (NTA) de 1982 à 1992. Elle est élue sénatrice de la République fédérale du Nigeria (2003-2007), représentant Edo South,.
Après la politique, elle reprend sa carrière professionnelle, dirigeant une entreprise pharmaceutique ainsi qu'une compagnie pétrolière avec son mari. Le Figaro Magazine indique qu'elle est en 2022 « la troisième femme la plus riche du Nigeria ».
Elle est engagée contre les mutilations génitales féminines.

### Carrière politique
Lors des élections parlementaires nigérianes de 2003, Daisy Ehanire Danjuma est élue sénatrice pour représenter la circonscription d'Edo South de l'État d'Edo à l'Assemblée nationale nigériane de 2003 à 2007, sous l'étiquette du parti Action Congress (AC). En tant que sénatrice, elle est présidente de la commission sénatoriale des affaires féminines et du développement de la jeunesse, membre des commissions sénatoriales de la santé, de l'éducation, des finances et des transports terrestres de l'Assemblée nationale. Le fait d'être sénatrice du Nigeria permet à Daisy Ehanire Danjuma d'être membre de l'Association parlementaire du Commonwealth (CPA). Elle est également présidente du Comité des droits de la femme et de l'enfant de la Communauté économique des États de l'Afrique de l'Ouest (Parlement de la CEDEAO). Elle se présente pour un second mandat au Sénat lors des élections générales de 2011 au Nigeria, mais elle échoue, battue par Ehigie Edobor Uzumere avec une marge de près du double de ses voix, soit 135 346 voix contre 70 725.

## Vie privée
Daisy Ehanire Danjuma est mariée à l'ancien général de l'armée nigériane et ministre de la Défense du Nigeria, Theophilus Danjuma (en), fondateur de la société d'exploration pétrolière South Atlantic Petroleum. Ensemble, ils ont un enfant.

## Récompense
- Prix Women4Africa[6].